# A Igreja de Jesus Cristo dos Santos dos Últimos Dias em Gana
A Igreja de Jesus Cristo dos Santos dos Últimos Dias (vulgarmente conhecida como A Igreja Mórmon) em Gana refere-se à contribuição de Gana na História d'A Igreja de Jesus Cristo dos Santos dos Últimos Dias desde sua assimilação até a atualidade. A Igreja foi estabelecida no país em 1978, embora sua atuação tenha sido iniciada anos antes. Com pouco mais de 40 000 Santos dos Últimos Dias, se constitui como um dos países africanos com maior densidade de mórmons.
Uma igreja de fundamentação cristã com características restauracionistas, a comunidade mórmon é a maior denominação originária do Movimento dos Santos dos Últimos Dias. A sede da Igreja situa-se em Salt Lake City e estabeleceu congregações em todo o mundo. Em 2009, a Igreja relatou um pouco mais de 13,8 milhões de adeptos em todo o mundo, um crescimento de 27,4% comparado ao ano de 2006, onde eram 12,5 milhões de adeptos mundialmente, enquanto em 1990 eram apenas 7,7 milhões.

## História
| Ano  | Número de membros |
| ---- | ----------------- |
| 1979 | 400               |
| 1987 | 5.500             |
| 1990 | 9.000             |
| 1993 | 12.000            |
| 1999 | 17.278            |
| 2003 | 23.738            |
| 2005 | 29.315            |
| 2007 | 36.242            |
| 2008 | 38.224            |
| 2009 | 40.872            |

Localização de Gana, na África Ocidental.

A Igreja de Jesus Cristo dos Santos dos Últimos Dias (SUD) não foi oficialmente estabelecida em Gana até 1978. Porém, entre 1969 e 1978, havia congregações de mórmons no país, sendo que estes não possuiam missionários da igreja e locais próprios para a reunião. O Livro de Mórmon usado no país era oriundo de países europeus. Um dos principais líderes desse período da igreja em Gana foi Billy Johnson. Ele liderava o grupo de mórmons não-reconhecidos no país, que somente obtiveram reconhecimento pelo governo de Gana em 1969.
Em 1978, Spencer W. Kimball, presidente da igreja à época, prorrogou o sacerdócio a todos os homens da igreja, independentemente da raça ou cor. Após isso, a igreja decidiu abrir missões na África Ocidental. Merrill J. Bateman, um professor de economia da Universidade Brigham Young, viajou para Gana para estudar o cacau e o crescimento industrial no país. Ele tornou-se um dos primeiros líderes mórmons na nação, na década de 1980.
Em novembro de 1981, Edwin Q. Cannon foi enviado à África como missionário mórmon. Ele e sua esposa, Janath Cannon, foram para Gana. Eles foram responsáveis por grande parte do batismo das pessoas que desejavam associação à Igreja e estabeleceram congregações de A Igreja de Jesus Cristo dos Santos dos Últimos Dias em Gana.
Em 2004, foi dedicado o Templo de Acra, o primeiro templo mórmon no país.

### Atualidade
Em 2010, havia 40 872 Santos dos Últimos Dias no país, em sua maioria vivendo em Acra, a capital.

## Templo

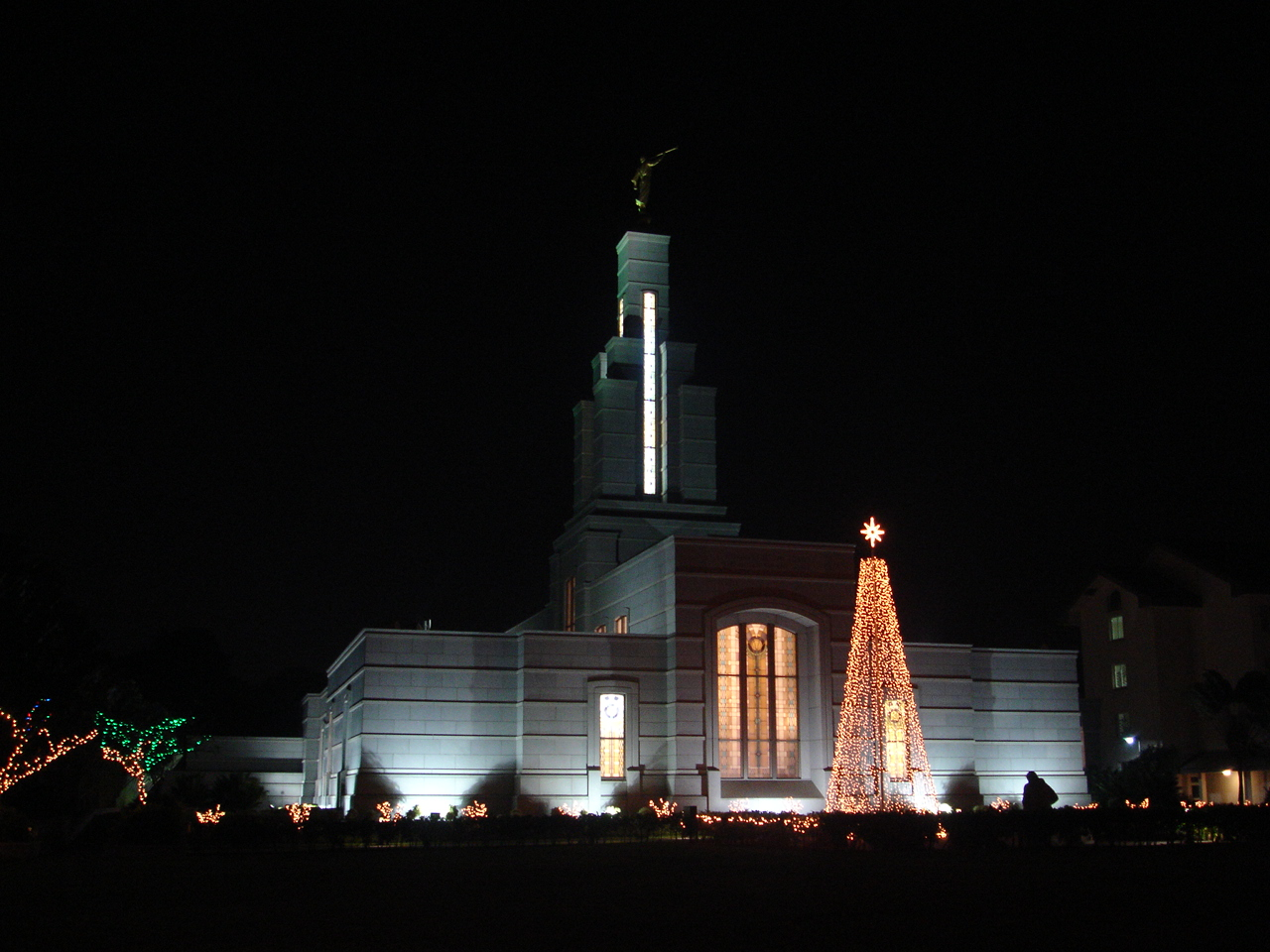
Templo mórmon de Acra, capital de Gana.

O Templo de Acra é o 117º templo construído pela Igreja. Foi anunciado em 16 de fevereiro de 1998 e dedicado em 11 de janeiro de 2004 por Gordon B. Hinckley. Quando o templo foi anunciado o Presidente Hinckley também disse aos presentes que a Igreja tinha tentado encontrar um lugar para construir um templo em Gana, durante cinco anos. O templo em Acra, é o segundo dos três templos construídos na África. É o único templo da denominação mórmon em Gana.